# Meresht
Meresht (persiska: مرشت, ميرِش) är en ort i Iran.   Den ligger i provinsen Ardabil, i den nordvästra delen av landet, 400 km nordväst om huvudstaden Teheran. Meresht ligger 1 694 meter över havet och antalet invånare är 444.
Terrängen runt Meresht är lite bergig. Runt Meresht är det ganska glesbefolkat, med 38 invånare per kvadratkilometer. Närmaste större samhälle är Karandaq, 13,3 km söder om Meresht. Trakten runt Meresht består i huvudsak av gräsmarker.